# Берлін (округ Голмс, Огайо)
Берлін (англ. Berlin) — переписна місцевість (CDP) в США, в окрузі Голмс штату Огайо. Населення — 1447 осіб (2020).

## Географія
Берлін розташований за координатами 40°34′1″ пн. ш. 81°48′20″ зх. д. / 40.56694° пн. ш. 81.80556° зх. д. (40.566849, -81.805586).  За даними Бюро перепису населення США в 2010 році переписна місцевість мала площу 3,66 км², з яких 3,66 км² — суходіл та 0,00 км² — водойми.

## Демографія
Згідно з переписом 2010 року, у переписній місцевості мешкало 898 осіб у 363 домогосподарствах у складі 252 родин. Густота населення становила 246 осіб/км².  Було 407 помешкань (111/км²).
Расовий склад населення:
| - 98,0 % — білих - 0,7 % — азіатів - 0,4 % — чорних або афроамериканців - 0,1 % — корінних американців |

До двох чи більше рас належало 0,7 %. Частка іспаномовних становила 0,9 % від усіх жителів.
За віковим діапазоном населення розподілялося таким чином: 23,7 % — особи молодші 18 років, 59,3 % — особи у віці 18—64 років, 17,0 % — особи у віці 65 років та старші. Медіана віку мешканця становила 38,0 року. На 100 осіб жіночої статі у переписній місцевості припадало 97,8 чоловіків;  на 100 жінок у віці від 18 років та старших — 92,4 чоловіків також старших 18 років.
Середній дохід на одне домашнє господарство  становив 76 162 долари США (медіана — 61 389), а середній дохід на одну сім'ю — 88 302 долари (медіана — 64 651). За межею бідності перебувало 5,2 % осіб, у тому числі 7,9 % дітей у віці до 18 років та 0,0 % осіб у віці 65 років та старших.
Цивільне працевлаштоване населення становило 944 особи. Основні галузі зайнятості: будівництво — 25,2 %, виробництво — 15,9 %, роздрібна торгівля — 13,5 %, фінанси, страхування та нерухомість — 11,3 %.